# Cherry Grove (Washington)
Cherry Grove és una concentració de població designada pel cens dels Estats Units a l'estat de Washington. Segons el cens del 2000 tenia 663 habitants.

## Demografia
Segons el cens del 2000, Cherry Grove tenia 663 habitants, 214 habitatges, i 185 famílies. La densitat de població era de 76,2 habitants per km².
Dels 214 habitatges en un 40,2% hi vivien nens de menys de 18 anys, en un 76,2% hi vivien parelles casades, en un 5,6% dones solteres, i en un 13,1% no eren unitats familiars. En el 10,3% dels habitatges hi vivien persones soles el 5,6% de les quals corresponia a persones de 65 anys o més que vivien soles. El nombre mitjà de persones vivint en cada habitatge era de 3,1 i el nombre mitjà de persones que vivien en cada família era de 3,32.
Per edats la població es repartia de la següent manera: un 30% tenia menys de 18 anys, un 6,8% entre 18 i 24, un 26,4% entre 25 i 44, un 28,1% de 45 a 60 i un 8,7% 65 anys o més.
L'edat mediana era de 39 anys. Per cada 100 dones de 18 o més anys hi havia 100,9 homes.
La renda mediana per habitatge era de 58.750 $ i la renda mediana per família de 64.000 $. Els homes tenien una renda mediana de 40.750 $ mentre que les dones 24.408 $. La renda per capita de la població era de 20.760 $. Cap de les famílies i l'1,7% de la població estaven per davall del llindar de pobresa.

## Poblacions més properes
El següent diagrama mostra les poblacions més properes.